# Ukształtowanie powierzchni Ariela

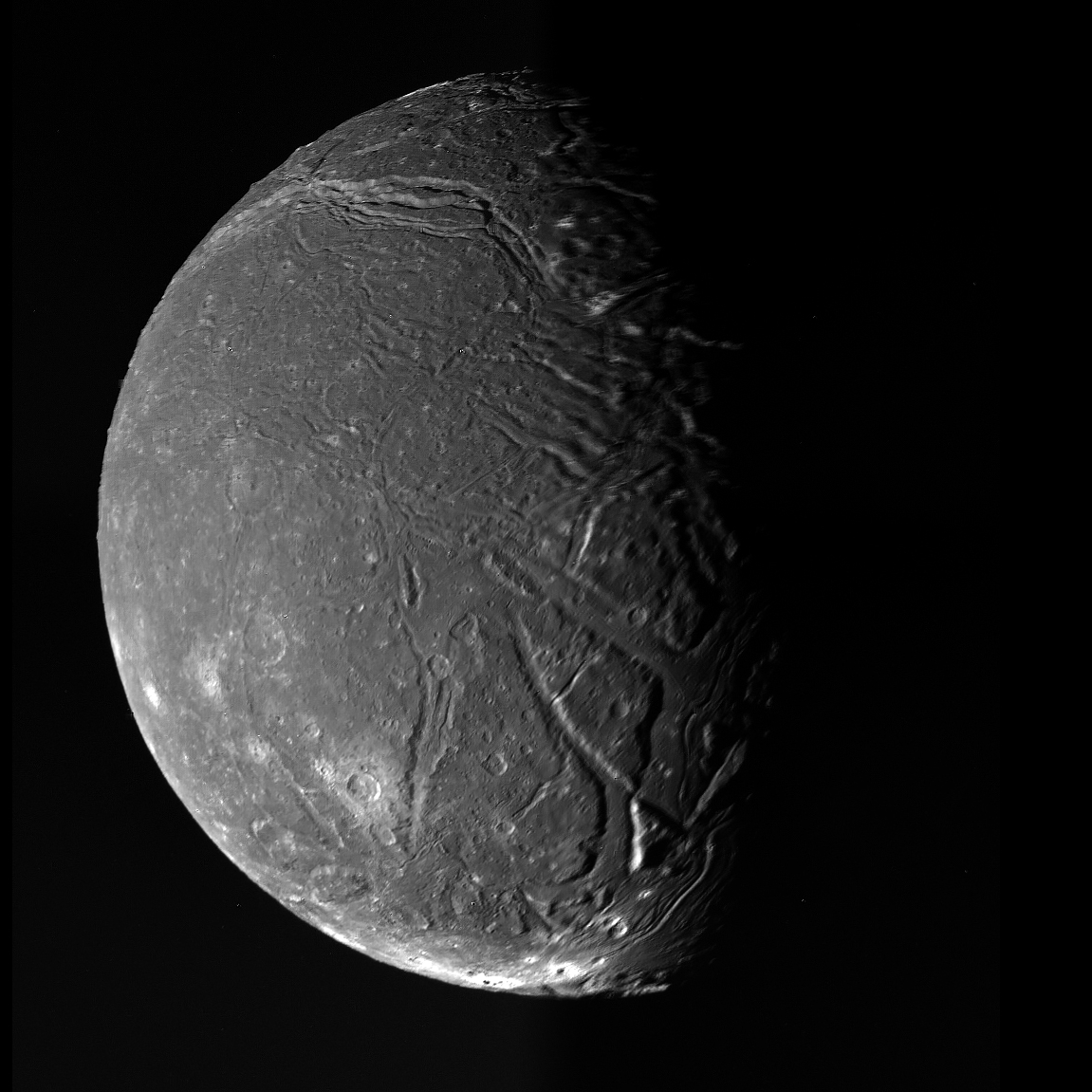
Ariel – mozaika zdjęć (Voyager 2)

Na powierzchni Ariela, księżyca Urana można wyróżnić następujące formacje geologiczne:
- Chasma, chasmata (łac. kanion)
- Kratery
- Vallis, valles (łac. dolina)

Poniżej znajdują się spisy wymieniające nazwane formy geologiczne, należące do każdej z kategorii.
Nazwy prawie wszystkich formacji geologicznych na Arielu pochodzą od dobrych duchów w różnych kulturach świata.

## Chasma
| Chasma          | Koordynaty    | Średnica (km) | Pochodzenie nazwy                                                   |
| --------------- | ------------- | ------------- | ------------------------------------------------------------------- |
| Brownie Chasma  | 16S; 37,6W    | 343           | Brownie, dobry duch żyjący w lesie (folklor germański)              |
| Kachina Chasma  | 33,7S; 246W   | 622           | Kaczyni, dobre duchy przynoszące deszcz (mitologia Pueblo)          |
| Kewpie Chasma   | 28,3S; 326,9W | 467           | Kewpie, wyścig duchów dzieci (folklor brytyjski)                    |
| Korrigan Chasma | 27,6S; 347,5W | 365           | Korrigan, duchy wiatru leczące choroby (folklor bretoński)          |
| Kra Chasma      | 32,1S; 354,2W | 142           | Kra, najwyższy bóg (mitologia ludu Akan)                            |
| Pixie Chasma    | 20,4S; 5,1W   | 278           | Pixie, duchy żyjące w skałach (folklor brytyjski)                   |
| Sylph Chasma    | 48,6S; 353W   | 349           | Sylf, duchy powietrza wpływające na temperament (folklor brytyjski) |

## Kratery
| Krater   | Koordynaty    | Średnica (km) | Pochodzenie nazwy                                                             |
| -------- | ------------- | ------------- | ----------------------------------------------------------------------------- |
| Abans    | 15,5S; 251,3W | 20            | Aban, duch kopalni rudy żelaza (mitologia perska)                             |
| Agape    | 46,9S; 336,5W | 34            | Agape, duch („Fairy Queene” Edmund Spenser)                                   |
| Ataksak  | 53,1S; 224,3W | 22            | Ataksak, życzliwy duch (mitologia Inuitów)                                    |
| Befana   | 17S; 31,9W    | 21            | Befana, duch przynoszący prezenty (folklor włoski)                            |
| Berylune | 22,5S; 327,9W | 29            | Bérylune, dobry duszek („Niebieski ptak” Maurice Maeterlinck)                 |
| Deive    | 22,3S; 23W    | 20            | Dieve, duch pięknej dziewczyny (folklor litewski)                             |
| Djadek   | 12S; 251,1W   | 22            | Djadek, życzliwy duch, strażnik ogniska domowego (folklor czeski)             |
| Domovoy  | 71,5S; 339,7W | 71            | Domowik, opiekuńczy duch domu (mitologia słowiańska)                          |
| Finvara  | 15,8S; 19W    | 31            | Finvarra, król duchów (mitologia irlandzka)                                   |
| Gwyn     | 77,5S; 22,5W  | 34            | Gwyn ap Nudd, bóg bitwy, prowadzący wojowników do Annwn (mitologia irlandzka) |
| Huon     | 37,8S; 33,7W  | 40            | Huon, zastąpił Oberona jako Król Duchów po jego śmierci (folklor francuski)   |
| Laica    | 21,3S; 44,4W  | 30            | Laica, dobry duch (mitologia inkaska)                                         |
| Mab      | 38,8S; 352,2W | 34            | Queen Mab, królowa duchów zdetronizowana przez Tytanię (folklor angielski)    |
| Melusine | 52,9S; 8,9W   | 50            | Meluzyna (literatura francuska)                                               |
| Oonagh   | 21,9S; 244,4W | 39            | Oonagh, królowa wróżek (mitologia irlandzka)                                  |
| Rima     | 18,3S; 260,8W | 41            | Rima, duch („Green Mansions” William Henry Hudson)                            |
| Yangoor  | 68,7S; 279,7W | 78            | Yangoor, duch przynoszący światło (Australia)                                 |

## Vallis
| Vallis            | Koordynaty   | Średnica (km) | Pochodzenie nazwy                       |
| ----------------- | ------------ | ------------- | --------------------------------------- |
| Leprechaun Vallis | 10,4S; 10,2W | 328           | Leprechaun (mitologia irlandzka)        |
| Sprite Vallis     | 14,9S; 340W  | 305           | Sprite, duch ziemi (mitologia celtycka) |